# Ultravox
Ultravox byla britská novovlnná hudební skupina, která se proslavila sérií hitů v osmdesátých letech.
Tato kapela měla dva lídry, kteří zde však nikdy neúčinkovali společně. Mezi lety 1974 až 1979 byl jejich frontmanem John Foxx. Poté, co se Foxx rozhodl pro sólovou kariéru, se po přestávce se zbývajícími třemi členy spojil Midge Ure, který byl jejich sólovým zpěvákem, kytaristou a lídrem. Pod Ureho vedením měla kapela komerčně úspěšné období, které skončilo v polovině osmdesátých let. V roce 1987 se pro sólovou práci rozhodl také Ure. Nová sestava Ultravox vznikla v roce 1992 pod vedením hráče na klávesové nástroje a housle, Billyho Currieho. Tato sestava již ale nebyla příliš komerčně úspěšná.
Skupina Ultravox v roce 2008 vytvořila další úspěšnou sestavu ve složení: Currie, Chris Cross (basová kytara), Warren Cann (bicí) a Ure. Tato formace odehrála v letech 2009 a 2010 několik společných vystoupení, po kterých v květnu roku 2012 vydala album Brilliant. V tomto složení to byl první projekt od roku 1984, kdy vydali Lament. V listopadu roku 2013 se Ultravox představili jako speciální hosté na čtyřech vystoupeních kapely Simple Minds.

## Diskografie
- Ultravox! (1977)
- Ha!-Ha!-Ha! (1977)
- Systems of Romance (1978)
- Vienna (1980)
- Rage in Eden (1981)
- Quartet (1982)
- Lament (1984)
- U-Vox (1986)
- Revelation (1993)
- Ingenuity (1994)
- Brill!ant (2012)